# Mike Gore
Mike Gore (ur. 6 lipca 1878, zm. 16 sierpnia 1953) – amerykański właściciel kina.

## Wyróżnienia
Posiada swoją gwiazdę na Hollywoodzkiej Alei Gwiazd.